# 伊頓拉皮德
伊頓拉皮德（英語：Eaton Rapid）是美國密西根州伊頓縣的城市。在2010年美國人口普查的總人口數為5,214人。